# Maladera madurensis
Maladera madurensis är en skalbaggsart som beskrevs av Moser 1915. Maladera madurensis ingår i släktet Maladera och familjen Melolonthidae. Inga underarter finns listade i Catalogue of Life.